# أدونيس كروي
أدونيس كروي (الاسم العلمي: Adonis globosa) نوع نباتي ينتمي إلى جنس الأدونيس أو عين الجمل من الفصيلة الحوذانية.